# Copa del Emperador
El Campeonato de Fútbol de Todo el Japón de la JFA - Copa del Emperador (天皇杯 JFA 全日本サッカー選手権大会 Tennōhai JFA Zennihon Sakkā Senshuken Taikai?), más conocido como Copa del Emperador (天皇杯 Tennōhai?), también Copa Japan FA es una competición nacional de fútbol por eliminatorias, organizada anualmente por la Asociación de Fútbol de Japón y disputada por los 88 mejores clubes de Japón.
Es el campeonato nacional de fútbol más antiguo del país y su primera edición se disputó en 1921, antes de la formación de la J. League, la Japan Football League y su predecesora, la Japan Soccer League. Previo a la Segunda Guerra Mundial no solamente podían clasificarse equipos de Japón, sino también de Corea, Taiwán y, a veces, Manchukuo.
Hasta 2017 este torneo fue conocido como Campeonato de Fútbol de Todo el Japón - Copa del Emperador (天皇杯全日本サッカー選手権大会 Tennōhai Zennihon Sakkā Senshuken Taikai?).

## Historia
El primer partido oficial de fútbol en Japón fue disputado el 6 de febrero de 1906 entre el Club de Cricket y Atletismo de Yokohama (luego llamado Country y Club de Atletismo Yokohama) contra la Escuela Normal Superior de Tokio (actual Universidad de Tsukuba). El partido finalizó 9-0 para el equipo de Yokohama.
En 1921, la Asociación Inglesa de Fútbol le dona a la Asociación Japonesa de Fútbol un trofeo de plata y se organiza un torneo de exhibición para disputarse el trofeo. Este torneo exhibición es considerado el inicio del Torneo de equipos de todo Japón, actual Copa del Emperador. El trofeo, sin embargo, se ha perdido ya que fue fundido durante la Guerra del Pacífico (Segunda Guerra Mundial) ante la escasez de metales. En esa época no solamente participaban equipos del Japón propiamente dicho, sino también de las colonias en Corea y Taiwán, y a veces, del protectorado de Manchukuo (Manchuria).
Luego de la Segunda Guerra Mundial, en 1947, la Familia Imperial de Japón (宮内庁 kunaichō?) presenta la Copa del Emperador para ser disputada en el Partido entre Este y Oeste. En 1951, el trofeo comienza a ser disputado en el Torneo nacional de fútbol.
El partido final que, hasta la edición 47 en 1967, fue disputado en diversos lugares y fechas comienza a celebrarse en el Estadio Olímpico de Tokio el 1 de enero de cada año. Para el año 1968 la competición es presentada por única vez como Fútbol de Año Nuevo NHK aunque el nombre persistió en el uso informal durante un tiempo. En 1971 se aumentó el número de participantes, para que los clubes de la Japan Soccer League, primera división, pudiesen entrar automáticamente y los clubes de segunda división y categorías inferiores clasificaran por torneos regionales.
Desde la creación de la J. League la competición se ha convertido en un lugar de enfrentamiento entre equipos profesionales y amateurs, en particular desde 1996 cuando la inscripción al torneo se abre hasta para equipos escolares. Como resultado, se han registrado partidos entre equipos profesionales y escolares en varias oportunidades.
Hasta el año 2003, el torneo se disputaba en diciembre hasta el año nuevo, pero para la edición 84 (2004) se amplía el período al iniciarse en septiembre. Con esto, los equipos de las zonas frías de Japón (particularmente Hokkaidō y la Región de Tōhoku) tienen la posibilidad de disputar más partidos. Además se modifica la clasificación automática de los equipos profesionales de la primera división de la J. League que comienzan a participar desde la cuarta ronda en vez de la tercera.
En el 2004 se introduce la versión femenina del Torneo nacional de fútbol con su final también disputada el 1 de enero.
Desde la edición 85 (2005) la J. League también participa en la organización del evento, siendo la quiniela deportiva una de las causas.
En el año 2011 la Federación Inglesa de Fútbol otorgó a su contraparte japonesa una réplica de la copa originalmente concedida en 1921, y que el presidente de la federación japonesa aceptó como símbolo de que Japón "no hará guerra nunca más". El trofeo volverá a tomar su lugar como premio en las finales.

## Otros
Al equipo ganador se le entrega, además de la Copa del Emperador, la copa NHK (desde la edición 46), la copa Noticias Kyodo, copa Comité Olímpico de Japón y copa Alemania (desde la edición 85). Además obtiene el derecho a usar el logo de la Asociación Japonesa de Fútbol en el uniforme.
El torneo otorga la clasificación para disputar en la Supercopa de Japón en la siguiente temporada y la Liga de Campeones de la AFC en la siguiente a esta. En el caso de que el ganador de la Copa del Emperador sea también el campeón de la primera división de la J. League, el otro finalista de la copa clasifica para la Supercopa de Japón. (Por ejemplo, el campeón de la J1 League y la Copa del Emperador del 2000, Kashima Antlers disputó la Supercopa de Japón ante el Shimizu S-Pulse, finalista en la Copa del Emperador). A partir del 2010, la JFA dio el extra lugar clasificatorio al subcampeón de la Liga en vez del finalista perdedor de la Copa.
En el caso de la clasificación a la Liga de Campeones de la AFC, si el ganador de la Copa del Emperador se corona campeón de la J1 League en la temporada siguiente, al estar ya clasificado por obtener la Copa del Emperador, el subcampeón de la liga obtiene la clasificación a la Liga de Campeones. (Debido a que el Urawa Red Diamonds obtuvo la Copa del Emperador en el 2005 y la J1 League en el 2006 el subcampeón de la J1 League, Kawasaki Frontale, clasificó para la Liga de Campeones de la AFC 2007).
Como la clasificación a la Liga de Campeones es para dos temporadas después de disputada la final, en el caso de que el campeón haya descendido a la segunda división pierde el derecho a participar como en el caso del Kyoto Purple Sanga ganador de la copa en el 2002 que descendió a la segunda división en la temporada 2003 por lo que se modificó el programa de la Liga de Campeones y no participó. Sin embargo, el ganador de la edición 2004, Tokyo Verdy 1969 que descendió a la segunda división para la temporada 2006, con su desclasificación ya programada, manifestó su inclinación por participar en el torneo asiático más allá de estar en la segunda división y su participación en la Liga de Campeones no fue cancelada.
La final del torneo es disputada en la tarde del primer día del año e, independientemente de su club de preferencia, los fanáticos del fútbol asisten en grandes números hasta el punto que en el 2006 con la participación del Urawa Reds (uno de los clubes de mayor convocatoria de Japón) no registró variación en la cantidad de espectadores.
Desde 2004 hasta 2011, se disputaba a la mañana la final de la versión femenina de la copa. Renombrada Copa de la Emperatriz (皇后杯 Kōgōhai) en 2012, la final del torneo femenil se disputará la víspera de Navidad (la fecha en general solo tiene valor simbólico como fiesta extranjera y comercialista ya que Japón no es un país de mayoría cristiana).

### Ganadores fuera de Primera desde 1965

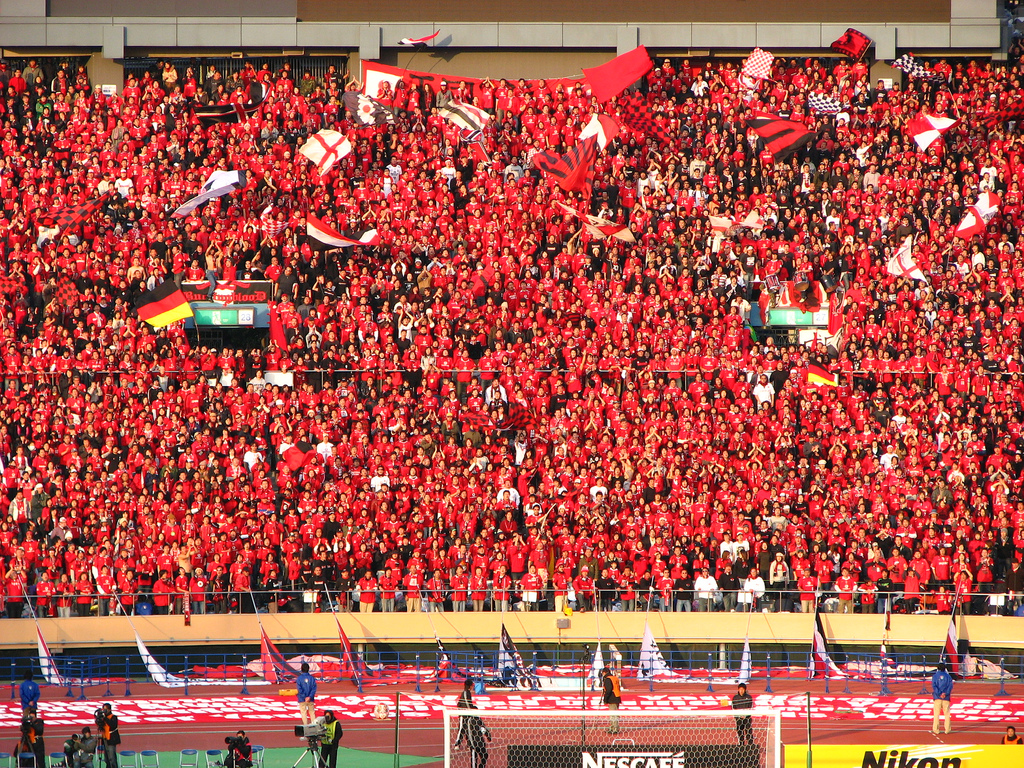
Final de la final de la Copa del Emperador 2006 entre Urawa Red Diamonds y Gamba Osaka.

El último ganador que no participara en la Liga tras la época de los grandes equipos universitarios fue el equipo de la Universidad Waseda, en 1966, y el último finalista de la misma índole fue la Universidad Rikkyo en 1969. Ambos batallaron la final contra el campeón de la Liga, el Toyo Industries (actual Sanfrecce Hiroshima).
Con la aparición de la segunda división, el Tanabe Pharmaceuticals de Osaka fue su primer finalista en 1980, perdiendo ante el Mitsubishi (actual Urawa), pero los años 1981 y 1982 trajeron dos campeones de la segunda división al primer lugar del podio: el NKK de Kawasaki (1981) y el Yamaha Motor, actual Júbilo Iwata (1982). De allí ningún equipo de Segunda disputó la final hasta 1994, cuando el Cerezo Osaka, coronado campeón de la antigua JFL y con el ascenso a J. League asegurado, perdió la final ante el Bellmare Hiratsuka (Shonan Bellmare).
La final del 2011 fue la primera disputada por dos equipos de la J. League 2: el F.C. Tokyo, recién ascendidos como campeones, y el Kyoto Sanga, séptimo lugar de la tabla. El F.C. Tokyo hizo valer sus fueros como campeón de la categoría de ascenso y con esto se convirtió en el tercer equipo en ganar la Copa como tal.
En 2022, el Ventforet Kofu sorprendió al Hiroshima y ganó la Copa a pesar de haber terminado en el 18.º puesto de la J2, a pocas plazas del descenso. Con esto disputará la Asia Champions League y la Segunda División al mismo tiempo en la siguiente temporada.

## Finales
Equipos en negrita indican dobletes con el título de liga después de 1965. Equipos en cursiva indican clubes que no se encontraban en la máxima categoría después de 1965.
| Año     | Campeón                                                                 | Resultado                                                               | Subcampeón                                                              | Sede de la final                                                        |
| ------- | ----------------------------------------------------------------------- | ----------------------------------------------------------------------- | ----------------------------------------------------------------------- | ----------------------------------------------------------------------- |
| 1921    | Tokyo Shukyu-dan                                                        | 1 - 0                                                                   | Mikage Shukyu-dan                                                       |                                                                         |
| 1922    | Nagoya Shukyu-dan                                                       | 1 - 0                                                                   | Hiroshima Koto-shihan                                                   |                                                                         |
| 1923    | Astra Club                                                              | 2 - 1                                                                   | Nagoya Shukyu-dan                                                       |                                                                         |
| 1924    | Rijo Club                                                               | 1 - 0                                                                   | All Mikage Shihan Club                                                  |                                                                         |
| 1925    | Rijo Shukyu-dan                                                         | 3 - 0                                                                   | Universidad Imperial de Tokio                                           |                                                                         |
| 1926    | Copa no disputada debido a la muerte del Emperador Taishō               | Copa no disputada debido a la muerte del Emperador Taishō               | Copa no disputada debido a la muerte del Emperador Taishō               | Copa no disputada debido a la muerte del Emperador Taishō               |
| 1927    | Kobe-Ichi Jr. Highschool Club                                           | 2 - 0                                                                   | Rijo Shukyu-dan                                                         |                                                                         |
| 1928    | Universidad de Waseda WMW                                               | 6 - 1                                                                   | Universidad de Kioto                                                    |                                                                         |
| 1929    | Kwangaku Club                                                           | 3 - 0                                                                   | Universidad Hosei                                                       |                                                                         |
| 1930    | Kwangaku Club                                                           | 3 - 0                                                                   | Universidad de Keiō BRB                                                 |                                                                         |
| 1931    | Universidad Imperial Tokio LB                                           | 5 - 1                                                                   | Escuela Secundaria Kobun (Taiwán)                                       |                                                                         |
| 1932    | Keiō Club                                                               | 5 - 1                                                                   | Yoshino Club                                                            |                                                                         |
| 1933    | Tokio Old Boys Club                                                     | 4 - 1                                                                   | Sendai Soccer Club                                                      |                                                                         |
| 1934    | Copa no disputada debido a los Juegos del Lejano Oriente en Manila      | Copa no disputada debido a los Juegos del Lejano Oriente en Manila      | Copa no disputada debido a los Juegos del Lejano Oriente en Manila      | Copa no disputada debido a los Juegos del Lejano Oriente en Manila      |
| 1935    | Seoul Shukyu-dan (Corea)                                                | 6 - 1                                                                   | Universidad Tokio Bunri                                                 |                                                                         |
| 1936    | Universidad de Keiō BRB                                                 | 3 - 2                                                                   | Poseung College (Corea)                                                 |                                                                         |
| 1937    | Universidad de Keiō                                                     | 3 - 0                                                                   | Universidad de Comercio de Kōbe                                         |                                                                         |
| 1938    | Universidad de Waseda                                                   | 4 - 1                                                                   | Universidad de Keiō                                                     |                                                                         |
| 1939    | Universidad de Keiō BRB                                                 | 3 - 2 (t.s.)                                                            | Universidad de Waseda                                                   |                                                                         |
| 1940    | Universidad de Keiō BRB                                                 | 1 - 0                                                                   | Universidad de Waseda WMW                                               |                                                                         |
| 1941-45 | Copas no disputadas debido a la Segunda Guerra Mundial                  | Copas no disputadas debido a la Segunda Guerra Mundial                  | Copas no disputadas debido a la Segunda Guerra Mundial                  | Copas no disputadas debido a la Segunda Guerra Mundial                  |
| 1946    | Universidad de Tokio LB                                                 | 6 - 2                                                                   | Universidad de Economía de Kōbe                                         |                                                                         |
| 1947-48 | Copas no disputadas debido a los disturbios post Segunda Guerra Mundial | Copas no disputadas debido a los disturbios post Segunda Guerra Mundial | Copas no disputadas debido a los disturbios post Segunda Guerra Mundial | Copas no disputadas debido a los disturbios post Segunda Guerra Mundial |
| 1949    | Universidad de Tokio LB                                                 | 5 - 2                                                                   | Kansai University Club                                                  |                                                                         |
| 1950    | All Kwangaku                                                            | 6 - 1                                                                   | Universidad de Keiō                                                     |                                                                         |
| 1951    | Universidad de Keiō BRB                                                 | 3 - 2 (t.s.)                                                            | Osaka Club                                                              |                                                                         |
| 1952    | All Keiō                                                                | 6 - 2                                                                   | Osaka Club                                                              |                                                                         |
| 1953    | All Kwangaku                                                            | 5 - 4 (t.s.)                                                            | Osaka Club                                                              |                                                                         |
| 1954    | Universidad de Keiō BRB                                                 | 5 - 3 (t.s.)                                                            | Toyo Industrial                                                         |                                                                         |
| 1955    | All Kwangaku                                                            | 4 - 3                                                                   | Chūō Club                                                               |                                                                         |
| 1956    | Universidad de Keiō BRB                                                 | 4 - 2                                                                   | Yawata Steel                                                            |                                                                         |
| 1957    | Chūō Club                                                               | 2 - 1                                                                   | Toyo Industrial                                                         |                                                                         |
| 1958    | Kwangaku Club                                                           | 2 - 1                                                                   | Yawata Steel                                                            |                                                                         |
| 1959    | Kwangaku Club                                                           | 1 - 0                                                                   | Universidad de Chūō                                                     |                                                                         |
| 1960    | Furukawa Electric                                                       | 4 - 0                                                                   | Universidad de Keiō BRB                                                 |                                                                         |
| 1961    | Furukawa Electric                                                       | 3 - 2                                                                   | Universidad de Chūō                                                     |                                                                         |
| 1962    | Universidad de Chūō                                                     | 2 - 1                                                                   | Furukawa Electric                                                       |                                                                         |
| 1963    | Universidad de Waseda                                                   | 2 - 1                                                                   | Hitachi                                                                 |                                                                         |
| 1964    | Yawata Steel & Furukawa Electric                                        | 0 - 0 (t.s.)                                                            | Ninguno (título compartido)                                             |                                                                         |
| 1965    | Toyo Industrial                                                         | 3 - 2                                                                   | Yawata Steel                                                            |                                                                         |
| 1966    | Universidad de Waseda                                                   | 3 - 2 (t.s.)                                                            | Toyo Industrial                                                         |                                                                         |
| 1967    | Toyo Industrial                                                         | 1 - 0                                                                   | Mitsubishi Heavy Industries                                             | Estadio Olímpico de Tokio                                               |
| 1968    | Yanmar                                                                  | 1 - 0                                                                   | Mitsubishi Heavy Industries                                             | Estadio Olímpico de Tokio                                               |
| 1969    | Toyo Industrial                                                         | 4 - 1                                                                   | Universidad de Rikkyō                                                   | Estadio Olímpico de Tokio                                               |
| 1970    | Yanmar                                                                  | 2 - 1 (t.s.)                                                            | Toyo Industrial                                                         | Estadio Olímpico de Tokio                                               |
| 1971    | Mitsubishi Heavy Industries                                             | 3 - 1                                                                   | Yanmar                                                                  | Estadio Olímpico de Tokio                                               |
| 1972    | Hitachi                                                                 | 2 - 1                                                                   | Yanmar                                                                  | Estadio Olímpico de Tokio                                               |
| 1973    | Mitsubishi Heavy Industries                                             | 2 - 1                                                                   | Hitachi                                                                 | Estadio Olímpico de Tokio                                               |
| 1974    | Yanmar                                                                  | 2 - 1                                                                   | Eidai Industrial                                                        | Estadio Olímpico de Tokio                                               |
| 1975    | Hitachi                                                                 | 2 - 0                                                                   | Fujita Industries                                                       | Estadio Olímpico de Tokio                                               |
| 1976    | Furukawa Electric                                                       | 4 - 1                                                                   | Yanmar                                                                  | Estadio Olímpico de Tokio                                               |
| 1977    | Fujita Industries                                                       | 4 - 1                                                                   | Yanmar                                                                  | Estadio Olímpico de Tokio                                               |
| 1978    | Mitsubishi Heavy Industries                                             | 1 - 0                                                                   | Toyo Industrial                                                         | Estadio Olímpico de Tokio                                               |
| 1979    | Fujita Industries                                                       | 2 - 1                                                                   | Mitsubishi Heavy Industries                                             | Estadio Olímpico de Tokio                                               |
| 1980    | Mitsubishi Heavy Industries                                             | 1 - 0                                                                   | Tanabe Pharmaceutical                                                   | Estadio Olímpico de Tokio                                               |
| 1981    | Nippon Kokan                                                            | 2 - 0                                                                   | Yomiuri Club                                                            | Estadio Olímpico de Tokio                                               |
| 1982    | Yamaha Motor Company                                                    | 1 - 0 (t.s.)                                                            | Fujita Industries                                                       | Estadio Olímpico de Tokio                                               |
| 1983    | Nissan Motor Company                                                    | 2 - 0                                                                   | Yanmar                                                                  | Estadio Olímpico de Tokio                                               |
| 1984    | Yomiuri Club                                                            | 2 - 0                                                                   | Furukawa Electric                                                       | Estadio Olímpico de Tokio                                               |
| 1985    | Nissan Motor Company                                                    | 2 - 0                                                                   | Fujita Industries                                                       | Estadio Olímpico de Tokio                                               |
| 1986    | Yomiuri Club                                                            | 2 - 1                                                                   | Nippon Kokan                                                            | Estadio Olímpico de Tokio                                               |
| 1987    | Yomiuri Club                                                            | 2 - 0                                                                   | Mazda                                                                   | Estadio Olímpico de Tokio                                               |
| 1988    | Nissan Motor Company                                                    | 3 - 1 (t.s.)                                                            | Fujita Industries                                                       | Estadio Olímpico de Tokio                                               |
| 1989    | Nissan Motor Company                                                    | 3 - 2                                                                   | Yamaha Motor Company                                                    | Estadio Olímpico de Tokio                                               |
| 1990    | Matsushita Electric                                                     | 0 - 0 (4-3 pen.)                                                        | Nissan Motor Company                                                    | Estadio Olímpico de Tokio                                               |
| 1991    | Nissan Motor Company                                                    | 4 - 1 (t.s.)                                                            | Yomiuri Club                                                            | Estadio Olímpico de Tokio                                               |
| 1992    | Yokohama Marinos                                                        | 2 - 1 (t.s.)                                                            | Verdy Kawasaki                                                          | Estadio Olímpico de Tokio                                               |
| 1993    | Yokohama Flügels                                                        | 6 - 2 (t.s.)                                                            | Kashima Antlers                                                         | Estadio Olímpico de Tokio                                               |
| 1994    | Bellmare Hiratsuka                                                      | 2 - 0                                                                   | Cerezo Osaka                                                            | Estadio Olímpico de Tokio                                               |
| 1995    | Nagoya Grampus Eight                                                    | 3 - 0                                                                   | Sanfrecce Hiroshima                                                     | Estadio Olímpico de Tokio                                               |
| 1996    | Verdy Kawasaki                                                          | 3 - 0                                                                   | Sanfrecce Hiroshima                                                     | Estadio Olímpico de Tokio                                               |
| 1997    | Kashima Antlers                                                         | 3 - 0                                                                   | Yokohama Flügels                                                        | Estadio Olímpico de Tokio                                               |
| 1998    | Yokohama Flügels                                                        | 2 - 1                                                                   | Shimizu S-Pulse                                                         | Estadio Olímpico de Tokio                                               |
| 1999    | Nagoya Grampus Eight                                                    | 2 - 0                                                                   | Sanfrecce Hiroshima                                                     | Estadio Olímpico de Tokio                                               |
| 2000    | Kashima Antlers                                                         | 3 - 2 (gol de oro)                                                      | Shimizu S-Pulse                                                         | Estadio Olímpico de Tokio                                               |
| 2001    | Shimizu S-Pulse                                                         | 3 - 2 (gol de oro)                                                      | Cerezo Osaka                                                            | Estadio Olímpico de Tokio                                               |
| 2002    | Kyoto Purple Sanga                                                      | 2 - 1                                                                   | Kashima Antlers                                                         | Estadio Olímpico de Tokio                                               |
| 2003    | Júbilo Iwata                                                            | 1 - 0                                                                   | Cerezo Osaka                                                            | Estadio Olímpico de Tokio                                               |
| 2004    | Tokyo Verdy 1969                                                        | 2 - 1                                                                   | Júbilo Iwata                                                            | Estadio Olímpico de Tokio                                               |
| 2005    | Urawa Red Diamonds                                                      | 2 - 1                                                                   | Shimizu S-Pulse                                                         | Estadio Olímpico de Tokio                                               |
| 2006    | Urawa Red Diamonds                                                      | 1 - 0                                                                   | Gamba Osaka                                                             | Estadio Olímpico de Tokio                                               |
| 2007    | Kashima Antlers                                                         | 2 - 0                                                                   | Sanfrecce Hiroshima                                                     | Estadio Olímpico de Tokio                                               |
| 2008    | Gamba Osaka                                                             | 1 - 0 (t.s.)                                                            | Kashiwa Reysol                                                          | Estadio Olímpico de Tokio                                               |
| 2009    | Gamba Osaka                                                             | 4 - 1                                                                   | Nagoya Grampus                                                          | Estadio Olímpico de Tokio                                               |
| 2010    | Kashima Antlers                                                         | 2 - 1                                                                   | Shimizu S-Pulse                                                         | Estadio Olímpico de Tokio                                               |
| 2011    | F.C. Tokyo                                                              | 4 - 2                                                                   | Kyoto Sanga                                                             | Estadio Olímpico de Tokio                                               |
| 2012    | Kashiwa Reysol                                                          | 1 - 0                                                                   | Gamba Osaka                                                             | Estadio Olímpico de Tokio                                               |
| 2013    | Yokohama F. Marinos                                                     | 2 - 0                                                                   | Sanfrecce Hiroshima                                                     | Estadio Olímpico de Tokio                                               |
| 2014    | Gamba Osaka                                                             | 3 - 1                                                                   | Montedio Yamagata                                                       | Estadio Internacional de Yokohama                                       |
| 2015    | Gamba Osaka                                                             | 2 - 1                                                                   | Urawa Red Diamonds                                                      | Estadio Ajinomoto                                                       |
| 2016    | Kashima Antlers                                                         | 2 - 1 (t.s.)                                                            | Kawasaki Frontale                                                       | Estadio de Fútbol de Suita                                              |
| 2017    | Cerezo Osaka                                                            | 2 - 1 (t.s.)                                                            | Yokohama F. Marinos                                                     | Estadio Saitama 2002                                                    |
| 2018    | Urawa Red Diamonds                                                      | 1 - 0                                                                   | Vegalta Sendai                                                          | Estadio Saitama 2002                                                    |
| 2019    | Vissel Kobe                                                             | 2 - 0                                                                   | Kashima Antlers                                                         | Nuevo Estadio Olímpico de Tokio                                         |
| 2020    | Kawasaki Frontale                                                       | 1 - 0                                                                   | Gamba Osaka                                                             | Nuevo Estadio Olímpico de Tokio                                         |
| 2021    | Urawa Red Diamonds                                                      | 2 - 1                                                                   | Oita Trinita                                                            | Nuevo Estadio Olímpico de Tokio                                         |
| 2022    | Ventforet Kofu                                                          | 1 - 1 (5-4 pen.)                                                        | Sanfrecce Hiroshima                                                     | Estadio Nissan                                                          |
| 2023    | Kawasaki Frontale                                                       | 0 - 0 (8-7 pen.)                                                        | Kashiwa Reysol                                                          | Nuevo Estadio Olímpico de Tokio                                         |
| 2024    | Vissel Kobe                                                             | 1 - 0                                                                   | Gamba Osaka                                                             | Nuevo Estadio Olímpico de Tokio                                         |

## Títulos por club
| Club | Campeón | Subcampeón | Años campeón                                   | Años subcampeón                                                  |
| --- | ------- | ---------- | ---------------------------------------------- | ---------------------------------------------------------------- |
| Urawa Red Diamonds (Mitsubishi Heavy Industries)                                                                | 8       | 4          | 1971, 1973, 1978, 1980, 2005, 2006, 2018, 2021 | 1967, 1968, 1979, 2015                                           |
| Universidad de Keiō (Keiō Club, All Keiō)                                                                       | 8       | 2          | 1932, 1936, 1939, 1940, 1951, 1952, 1954, 1956 | 1930, 1960                                                       |
| Yokohama F. Marinos (Nissan Motor Company)                                                                      | 7       | 2          | 1983, 1985, 1988, 1989, 1991, 1992, 2013       | 1990, 2017                                                       |
| Universidad Kwansei Gakuin (Kwangaku Club, All Kwangaku)                                                        | 7       | 0          | 1929, 1930, 1950, 1953, 1955, 1958, 1959       |                                                                  |
| Gamba Osaka (Matsushita Electric)                                                                               | 5       | 4          | 1990, 2008, 2009, 2014, 2015                   | 2006, 2012, 2020, 2024                                           |
| Tokyo Verdy (Yomiuri Club, Verdy Kawasaki)                                                                      | 5       | 3          | 1984, 1986, 1987, 1996, 2004                   | 1981, 1991, 1992                                                 |
| Kashima Antlers                                                                                                 | 5       | 3          | 1997, 2000, 2007, 2010, 2016                   | 1993, 2002, 2019                                                 |
| Universidad de Waseda (Universidad de Waseda WMW)                                                               | 4       | 2          | 1928, 1938, 1963, 1966                         | 1939, 1940                                                       |
| JEF United Ichihara Chiba (Furukawa Electric)                                                                   | 4       | 2          | 1960, 1961, 1964, 1976                         | 1962, 1984                                                       |
| Cerezo Osaka (Yanmar)                                                                                           | 4       | 8          | 1968, 1970, 1974, 2017                         | 1971, 1972, 1976, 1977, 1983, 1994, 2001, 2003                   |
| Sanfrecce Hiroshima (Toyo Industrial, Mazda)                                                                    | 3       | 11         | 1965, 1967, 1969                               | 1954, 1957, 1966, 1970, 1978, 1987, 1995, 1996, 1999, 2007, 2013 |
| Shonan Bellmare (Fujita)                                                                                        | 3       | 4          | 1977, 1979, 1994                               | 1975, 1982, 1985, 1988                                           |
| Kashiwa Reysol (Hitachi)                                                                                        | 3       | 4          | 1972, 1975, 2012                               | 1963, 1973, 2008, 2023                                           |
| Universidad de Tokio (Universidad Imperial de Tokio, Universidad Imperial de Tokio LB, Universidad de Tokio LB) | 3       | 1          | 1931, 1946, 1949                               | 1925                                                             |
| Universidad de Chūō (Chūō Club)                                                                                 | 2       | 3          | 1957, 1962                                     | 1955, 1959, 1961                                                 |
| Júbilo Iwata (Yamaha Motor Company)                                                                             | 2       | 2          | 1982, 2003                                     | 1989, 2004                                                       |
| Rijo Club (Rijo Shukyu-dan)                                                                                     | 2       | 1          | 1924, 1925                                     | 1927                                                             |
| Yokohama Flügels                                                                                                | 2       | 1          | 1993, 1998                                     | 1997                                                             |
| Nagoya Grampus                                                                                                  | 2       | 1          | 1995, 1999                                     | 2009                                                             |
| Kawasaki Frontale                                                                                               | 2       | 1          | 2020, 2023                                     | 2016                                                             |
| Vissel Kobe | 2       | 0          | 2019, 2024                                     |                                                                  |
| Shimizu S-Pulse                                                                                                 | 1       | 4          | 2001                                           | 1998, 2000, 2005, 2010                                           |
| Yawata Steel | 1       | 3          | 1964                                           | 1956, 1958, 1965                                                 |
| Universidad de Keiō                                                                                             | 1       | 2          | 1937                                           | 1938, 1950                                                       |
| Nagoya Shukyu-dan                                                                                               | 1       | 1          | 1922                                           | 1923                                                             |
| Nippon Kokan | 1       | 1          | 1981                                           | 1986                                                             |
| Kyoto Sanga | 1       | 1          | 2002                                           | 2011                                                             |
| Tokyo Shukyu-dan                                                                                                | 1       | 0          | 1921                                           |                                                                  |
| Astra Club | 1       | 0          | 1923                                           |                                                                  |
| Ventforet Kofu                                                                                                  | 1       | 0          | 2022                                           |                                                                  |
| Kobe-Ichi Jr. Highschool Club                                                                                   | 1       | 0          | 1927                                           |                                                                  |
| Tokio Old Boys Club                                                                                             | 1       | 0          | 1933                                           |                                                                  |
| Seoul Shukyu-dan                                                                                                | 1       | 0          | 1935                                           |                                                                  |
| F.C. Tokyo | 1       | 0          | 2011                                           |                                                                  |
| Osaka Club | 0       | 3          |                                                | 1951, 1952, 1953                                                 |
| Universidad de Kōbe (Universidad de Comercio de Kōbe, Universidad de Economía de Kōbe)                          | 0       | 2          |                                                | 1937, 1946                                                       |
| Mikage Shukyu-dan                                                                                               | 0       | 1          |                                                | 1921                                                             |
| Hiroshima Koto-shihan                                                                                           | 0       | 1          |                                                | 1922                                                             |
| All Mikage Shihan Club                                                                                          | 0       | 1          |                                                | 1924                                                             |
| Universidad de Kioto                                                                                            | 0       | 1          |                                                | 1928                                                             |
| Universidad Hosei                                                                                               | 0       | 1          |                                                | 1929                                                             |
| Escuela Secundaria Kobun                                                                                        | 0       | 1          |                                                | 1931                                                             |
| Yoshino Club | 0       | 1          |                                                | 1932                                                             |
| Sendai Soccer Club                                                                                              | 0       | 1          |                                                | 1933                                                             |
| Universidad Tokio Bunri                                                                                         | 0       | 1          |                                                | 1935                                                             |
| Poseung College                                                                                                 | 0       | 1          |                                                | 1936                                                             |
| Kansai University Club                                                                                          | 0       | 1          |                                                | 1949                                                             |
| Universidad de Rikkyō                                                                                           | 0       | 1          |                                                | 1969                                                             |
| Eidai Industrial                                                                                                | 0       | 1          |                                                | 1974                                                             |
| Tanabe Pharmaceutical                                                                                           | 0       | 1          |                                                | 1980                                                             |
| Montedio Yamagata                                                                                               | 0       | 1          |                                                | 2014                                                             |
| Vegalta Sendai                                                                                                  | 0       | 1          |                                                | 2018                                                             |
| Oita Trinita | 0       | 1          |                                                | 2021                                                             |